# Бэйлофф, Пол
Пол Бэйлофф (англ. Paul Nicholas Baloff, настоящее имя - Павел Николаевич Балакирщиков, 25 апреля 1960 — 2 февраля 2002) — американский вокалист, наиболее известный по своей работе в трэш-метал-группе Exodus.

## Биография
Пол Николас Бэйлофф (Павел Николаевич Балакирщиков) родился в Окленде, США 25 апреля 1960 года. Его отец был русским, а мать - американкой шведского происхождения.
Пола Бэйлоффа пригласил в Exodus его друг Кирк Хэмметт, позднее ушедший из группы и присоединившийся к Metallica. Бэйлофф записал с Exodus первое демо 1982 Demo и дебютный альбом Bonded by Blood, принёсший группе известность. Позже он участвовал в создании второго альбома Pleasures of the Flesh, даже записал демо из трёх песен, которые позже появились на нём, но ввиду «личных и музыкальных разногласий» Бэйлоффа увольняют из группы в 1986 году.
Позже он участвовал в некоторых группах, таких, как Hirax и основанной им Piranha, в 1989 году замещал вокалиста в группе Heathen.
Некоторое время после этого Пол жил в городе Монтерей, не имея постоянной работы. В 1997 году Бэйлофф снова присоединяется к Exodus, которые выпускают с ним концертный альбом Another Lesson in Violence. Но из-за проблем с лейблом реюнион оказался недолговечным.
В 2001 году Пол Бэйлофф снова воссоединяется с Exodus. Это событие происходит на благотворительном концерте Thrash of the Titans. Группа даёт несколько концертов в Сан-Франциско и его пригородах. Но в 2002 году Бэйлофф переносит тяжелейший инсульт. После трёх дней глубокой комы 2 февраля оставшимися членами Exodus (Бэйлофф был сиротой) было принято решение об отключении его тела от аппарата поддержания жизнеобеспечения. Его хотели отключить от аппарата жизнеобеспечения ровно за 2 минуты до полуночи, в честь его любимой песни группы Iron Maiden «2 Minutes to Midnight», но он умер раньше.

## Память
В 2003 году к годовщине смерти была выпущена серия футболок в память о Бэйлоффе.
4 февраля 2012 года Exodus организовали концерт памяти Бэйлоффа, в котором также приняли участие музыканты группы, игравшие в Exodus до выхода дебютного альбома.
В 2022 году, в честь 20-летия со дня смерти вокалиста, компанией Super7 была выпущена экшн-фигурка Пола Бэйлоффа.

## Дискография
Exodus
- 1982 Demo (1982)
- Die by His Hand [демозапись] (1983)
- 1983 Rehearsal [демозапись] (1983)
- Turk Street demo [демозапись] (1984)
- A Lesson in Violence [демозапись] (1984)
- Combat Tour Live: The Ultimate Revenge [сплит-DVD/видео] (1985)
- Bonded by Blood (1985)
- Pleasures of the Flesh [демозапись] (1986)
- Another Lesson in Violence [концертный альбом] (1997)
- Double Live Dynamo [DVD] (2007)

Heathen
- Demo with Paul Baloff (1988)

Piranha
- Big Fucking Teeth [демозапись] (1988)
- Demo (1988)